# Parafia Świętych Apostołów Piotra i Pawła w Zawierciu
Parafia Świętych Apostołów Piotra i Pawła w Zawierciu – parafia rzymskokatolicka w Zawierciu. Należy do Dekanatu Zawiercie – Świętych Apostołów Piotra i Pawła archidiecezji częstochowskiej. Została utworzona w 1903 roku. Kościół parafialny został zbudowany w latach 1896–1903, konsekrowany w 1903 roku.
W 2009 r. świątynia została podniesiona do godności bazyliki mniejszej.
Przy parafii swoją działalność prowadzą: Akcja Katolicka, Katolickie Stowarzyszenie Młodzieży, Krąg Rodzin Oazowych, Ruch „Światło Życie”, Dzieci Maryi, Zespół Charytatywny, Żywy Różaniec.